# Günther Friedrich (Maler)
Günther Friedrich, (geboren 22. Dezember 1930 in Dresden; gestorben 22. Mai 1986 in Cottbus) war ein deutscher Maler, Grafiker und Zeichner.

## Leben
Günther Friedrich begann 1945 zunächst eine Lehre als Schornsteinfeger in Dresden, bevor er von 1946 bis 1949 eine Ausbildung als Gebrauchsgrafiker absolvierte. Anschließend arbeitete er kurze Zeit als Grafiker für das Deutsche Hygiene-Museum. Von 1950 bis 1955 studierte er an der Hochschule für Bildende Künste Dresden. Zu seinen Lehrern gehörten zunächst Erich Fraaß und Lea Grundig, ab 1953 auch Hans Grundig. Nach dem Studium war er freischaffend tätig und lebte bis 1956 in Dresden, von 1956 bis 1959 in Schwarze Pumpe und von 1959 bis zu seinem Lebensende in Cottbus. Von 1960 bis 1966 hatte er einen Werkvertrag mit dem VEB Chemiefaserwerk Guben, von 1970 bis 1973 arbeitete er für die LPG Florian Geyer in Golßen. Von 1974 bis 1983 verfügte Friedrich über ein zweites Atelier im Schloss Klöden. Er war seit 1957 Mitglied im Verband Bildender Künstler der DDR (VBK) und von 1972 bis 1978 dessen Bezirksvorsitzender von Cottbus. Von 1978 bis 1984 gehörte er der Zentralen Sektionsleitung Maler/Grafiker des VBK in Berlin an. Er war einer der Initiatoren eines Kunstmuseums in Cottbus.

## Werk
In seinem frühen Schaffen war Friedrich vor allem von seinem Lehrer Hans Grundig geprägt und schuf mehrere Porträts im Stil eines farbig-expressiven Realismus. Später entdeckte er die herbe Landschaft der Lausitz als Bildthema. Neben Landschaftsmotiven entstanden zudem Ansichten seiner Wahlheimat Cottbus. In seinem Spätwerk finden sich vermehrt Stillleben, bei denen er sich an den Arbeiten des Italieners Giorgio Morandi orientierte. Vereinfachte Gegenstände, beispielsweise Flaschen, rücken hierbei immer mehr in den Vordergrund. Seine Werke befinden sich im Museum Junge Kunst in Frankfurt (Oder), in der Kunstsammlung Neubrandenburg, in der Kunstsammlung Lausitz und im Kunstmuseum Dieselkraftwerk Cottbus, das allein 28 Gemälde und einen Bestand an Zeichnungen von Günther Friedrich besitzt.

## Werke (Auswahl)
- Der blaue Bagger (1956, Öl; Brandenburgisches Landesmuseum für moderne Kunst)[1]

- Die Neiße bei Guben (Öl; 1962/1963 auf der Fünften Deutschen Kunstausstellung)

- Annette und Christine im Atelier (1967, Öl, 105 × 140 cm; 1967/1968 auf der VI. Deutschen Kunstausstellung)[2]

- Bildnis eines sowjetischen Soldaten/Wladimir Puschkajow (1967, Öl; auf der VI. Deutschen Kunstausstellung)
- Der Bildhauer Heinz Mamat in seinem Garten (1971, Öl; 1972/1973 auf der VII. Kunstausstellung der DDR)[3]

- Fußballplatz in K. (1977, Öl; 1982/1983 auf der IX. Kunstausstellung der DDR)

- Wiesen bei Klöden (1978, Öl, 41 × 50 cm)[2]
- Blick aus dem Atelier (1978/79, Öl, 81 × 73 cm)[4]
- Alte Fabrik (1981, Pastell, 48 × 62,5 cm)[5]

- Verpackte Flaschen (1985, Öl; 1987/1988 auf der X. Kunstausstellung der DDR)

## Ausstellungen

### Einzelausstellungen
- 1968: Museum Schloß Branitz
- 1976: Kreiskulturhaus Jessen/Elster
- 1987: Kunstsammlung Lausitz, Senftenberg
- 1990: Staatliche Kunstsammlungen Cottbus
- 2015: Kunstmuseum Dieselkraftwerk Cottbus

### Gruppenausstellungen
- 1962 bis 1988: Dresden, Fünfte Deutsche Kunstausstellung bis X. (außer VIII.) Kunstausstellung der DDR
- 1969 bis 1984: Cottbus, vier Bezirkskunstausstellungen
- 1957: Berlin, Ausstellungspavillon Werderstraße („Junge Künstler der DDR“)
- 1964: Berlin, Nationalgalerie („Unser Zeitgenosse“)
- 1968: Halle/Saale, Staatliche Galerie Moritzburg („Sieger der Geschichte“)
- 1969 und 1983: Leipzig, Messehaus am Markt („Kunst und Sport“)
- 1970: Berlin, Altes Museum („Im Geiste Lenins“)
- 1971: Berlin, Altes Museum („Das Antlitz der Arbeiterklasse in der bildenden Kunst der DDR“)
- 1982: Cottbus, Kunstsammlung Cottbus („Aspekte Cottbuser Kunst“)
- 1985: Erfurt, Gelände der Internationalen Gartenbauausstellung („Künstler im Bündnis“)
- 1986: Cottbus, Staatliche Kunstsammlungen („Bekenntnis und Tat“)
- 1989: Berlin, Akademie-Galerie im Marstall („Bauleute und ihre Werke. Widerspiegelungen in der bildenden Kunst der DDR“)

#### Postum
- 2001: Günther Friedrich und Freunde, Brandenburgische Kunstsammlungen, Cottbus
- 2022: Potsdam, Landtag („Die Zukunft hat schon begonnen. Vom Leben in Industrielandschaften – Strukturen im Wandel.“)

## Auszeichnungen
- 1974: Carl-Blechen-Preis
- 1976: Verdienstmedaille der DDR
- 1984: Hans-Grundig-Medaille